# Antoine Valois-Fortier
Antoine Valois-Fortier (Quebec, 13 de março de 1990) é um judoca canadense que conquistou uma medalha de bronze nas Olimpíadas de 2012 na categoria até 81 kg.